# Fiorinia plana
Fiorinia plana är en insektsart som beskrevs av Green 1919. Fiorinia plana ingår i släktet Fiorinia och familjen pansarsköldlöss. Inga underarter finns listade i Catalogue of Life.